# エコエンジェル
株式会社エコエンジェル（英: Eco Angel Co., Ltd.）は、東京都世田谷区に本社を置く企業。

## 概要
RoHS指令、REACH規制SVHC分析を初め、PFOS規制、ハロゲン、玩具EN71などさまざまな環境規制に対応した分析サービスを行っている。

## 国内拠点
- 本社 - 東京都世田谷区尾山台3-9-8ダイヤ石上ビル2階

## 海外拠点
- 中国北京事務所（2009年7月設立）

## サービス内容
- RoHS分析（RoHS指令分析）
- REACH規制高懸念物質（SVHC）分析
- PFOS/PFOA分析
- 玩具　EN71-Part3分析
- フタル酸エステル分析
- ハロゲン分析
- JIG物質分析（JGPSSI対応）
- GHS対応MSDS作成・翻訳
- 有機スズ化合物の分析
- 重金属含有量分析
- SDS（MSDS）作成代行サービス